# Microlera
Microlera is een kevergeslacht uit de familie van de boktorren (Cerambycidae). De wetenschappelijke naam van het geslacht werd voor het eerst geldig gepubliceerd in 1873 door Bates.

## Soorten
Microlera omvat de volgende soorten:
- Microlera kanoi Hayashi, 1971
- Microlera ptinoides Bates, 1873
- Microlera yayeyamensis Hayashi, 1968